# Episodi di Formula 1: Drive to Survive (seconda stagione)
La seconda stagione della serie televisiva Formula 1: Drive to Survive è stata distribuita su Netflix il 28 febbraio 2020.
| nº | Titolo originale     | Titolo italiano          | Distribuzione USA | Distribuzione Italia |
| -- | -------------------- | ------------------------ | ----------------- | -------------------- |
| 1  | Lights Out           | Luci spente              | 28 febbraio 2020  | 28 febbraio 2020     |
| 2  | Boiling Point        | Punto di rottura         | 28 febbraio 2020  | 28 febbraio 2020     |
| 3  | Dogfight             | Lo scontro               | 28 febbraio 2020  | 28 febbraio 2020     |
| 4  | Dark Days            | Giorni funesti           | 28 febbraio 2020  | 28 febbraio 2020     |
| 5  | Great Expectations   | Grandi speranze          | 28 febbraio 2020  | 28 febbraio 2020     |
| 6  | Raging Bulls         | Tori scatenati           | 28 febbraio 2020  | 28 febbraio 2020     |
| 7  | Seeing Red           | Vedere rosso             | 28 febbraio 2020  | 28 febbraio 2020     |
| 8  | Musical Chairs       | Sedie musicali           | 28 febbraio 2020  | 28 febbraio 2020     |
| 9  | Blood, Sweat & Tears | Sangue, sudore e lacrime | 28 febbraio 2020  | 28 febbraio 2020     |
| 10 | Checkered Flag       | La bandiera a scacchi    | 28 febbraio 2020  | 28 febbraio 2020     |

## Luci spente
- Titolo originale: Lights Out

Alla vigilia del Gran Premio d'Australia, le telecamere ripercorrono, oltre alle vicende del finale della precedente annata, i trascorsi pre-stagioni di piloti e scuderie: con forte sorpresa di Horner, Ricciardo ha infatti intrapreso il suo nuovo percorso in Renault, dove trova una calorosa accoglienza che lo fa subito sognare una possibile corsa al titolo iridato; Horner stesso, invece, concentra le proprie attenzioni sulle nuove prestazioni delle monoposto Red Bull, forti del nuovo motore Honda, con cui sperano di competere quantomeno per il podio della classifica costruttori, soprattutto per potersi assicurare la permanenza di Verstappen. La gara domenicale si apre con un grave danno all'ala anteriore di Ricciardo, che è presto costretto al ritiro all'esordio in Renault per problemi al motore; la Haas, nonostante il ritiro di Grosjean, insacca una sesta posizione di Magnussen, per la gioia di un fiducioso Steiner. La puntata si chiude con il sorpasso su Vettel e il primo podio in carriera sul circuito di Melbourne per Verstappen, fiducioso come Horner della validità del motore Honda, e con la parallela delusione di Ricciardo per il ritiro, nonostante una dimostrata voglia di rivalsa.

## Punto di rottura
- Titolo originale: Boiling Point

Pur forte di un ricco finanziamento da parte del nuovo sponsor Rich Energy, la Haas fatica a dar continuità ai buoni risultati della stagione 2018, complici le scarse prestazioni delle nuove monoposto. Ad allarmarsi è anche Gene Haas, che chiede a Steiner una svolta al Gran Premio d'Austria, dove tuttavia dei problemi tecnici trascinano entrambe le vetture al fondo della classifica finale. Un demoralizzato Magnussen cerca tranquillità in barca tra le onde del Mar Baltico, mentre Steiner confida alla moglie le proprie preoccupazioni. La situazione precipita dopo il ritiro di Rich Energy come sponsor. A corto di budget, Steiner e gli ingegneri optano per far tornare in pista la monoposto usata al Gran Premio d'Australia, in occasione della tappa a Silverstone. La vettura viene assegnata a Grosjean, il che accresce il nervosismo di Magnussen. In gara, le due Haas si scontrano, subendo danni che le costringono pochi giri dopo ad un frustrante ritiro. Steiner convoca così i due piloti in ufficio, rimproverandoli accesamente per la loro condotta, ed arrivando a minacciare indirettamente Magnussen di licenziamento per il malo modo con cui il danese ha lasciato l'ufficio. La puntata termina con le meste riflessioni del patron Haas, sempre più dubbioso della permanenza della sua scuderia nel circus.

## Lo scontro
- Titolo originale: Dogfight

Le fortune di Daniel Ricciardo, che ha sostituito Carlos Sainz alla Renault, sono confrontate con quest'ultimo, che ora guida per la McLaren. L'episodio esplora la scelta di Ricciardo tra unirsi alla McLaren o alla Renault dopo il 2018. Nel frattempo, Sainz spera che il suo passaggio alla McLaren funzioni per lui, dato che la McLaren si è comportata male negli ultimi anni. Nel Gran Premio dell'Azerbaijan e della Spagna, Sainz si muove su una traiettoria ascendente dopo un paio di gare sfortunate, mentre Ricciardo fatica a prendere confidenza con la macchina Renault. Ricciardo spera di invertire la situazione che ha vissuto finora nella stagione.

## Giorni funesti
- Titolo originale: Dark Days

La Mercedes ha dominato la Formula 1 negli ultimi cinque anni e sta cercando di assicurarsi il sesto campionato del mondo di Formula 1 consecutivo. Il team principal Toto Wolff spiega come l'ex tre volte campione del mondo di Formula 1 Niki Lauda sia stato fondamentale nella loro ascesa. Purtroppo, Niki Lauda muore prima del Gran Premio di Monaco. Lewis Hamilton, cinque volte campione del mondo di Formula 1, gli dedica la sua vittoria a Monaco. Al Gran Premio di Germania, la Mercedes celebra il suo 125º anniversario nell'automobilismo e la sua 200ª partenza del Gran Premio. Tuttavia, Hamilton prende un'influenza che si è diffusa nel paddock. In qualifica, si assicura la pole position, mentre il suo compagno di squadra Valtteri Bottas si qualifica 3º. In gara, Hamilton domina le prime fasi, tuttavia, le cose cominciano ad andare terribilmente male quando si schianta alla penultima curva. La squadra gli ordina di entrare ai box per sostituire la sua ala anteriore rotta, ma viene penalizzato per avere tagliato la pit lane. La squadra impiega quasi un minuto per fare il lavoro, che lo fa scendere significativamente in classifica. Bottas si ritira dalla gara dopo un incidente mentre inseguiva un'altra auto per il terzo posto. Dopo numerosi errori, Hamilton finisce 11º. Toto Wolff rassicura Hamilton che impareranno dal disastroso weekend e torneranno più forti, ricordando Niki Lauda.

## Grandi Speranze
- Titolo originale: Great Expections

La Red Bull sta producendo finora buoni risultati con il suo motore Honda molto più affidabile. Tuttavia, il neo-promosso Pierre Gasly sta lottando con la macchina, pur essendo completamente sovrastato da Max Verstappen. Tuttavia, il team principal Christian Horner è paziente, sperando che Gasly trovi il suo passo e si ambienti con la sua nuova squadra. Nel Gran Premio di Monaco, Verstappen si qualifica di nuovo davanti a Gasly. Verstappen combatte con Hamilton per la vittoria, ma alla fine non ci riesce. Gasly finisce quinto, mi vicino al ritmo degli altri corridori di testa. Al Gran Premio del Canada, la Red Bull sta finendo la pazienza con Gasly, che si qualifica male e finisce indietro nel centro del gruppo in gara. In Austria, Max Verstappen vince la gara, superando Charles Leclerc negli ultimi giri, mentre Gasly finisce doppiato dal suo compagno di squadra. Christian Horner si chiede "chi è la persona giusta per affiancare Verstappen".

## Tori scatenati
- Titolo originale: Racing Bulls

Red Bull Racing ha deciso di rescindere il contratto di Gasly e retrocederlo alla Toro Rosso. Viene sostituito dal pilota thailandese esordiente Alexander Albon, che in precedenza ha guidato per la Toro Rosso. La Red Bull valuterà le sue prestazioni nel 2019, e poi sceglierà la line-up dei piloti per il 2020. Al Gran Premio del Belgio, Albon si qualifica bene ma è costretto a partire dal fondo della griglia a causa di una penalità al motore. Durante la gara di Formula 2, il pilota Anthoine Hubert viene coinvolto in una collisione ad alta velocità con diversi altri piloti e rimane ucciso. Hubert si rivela essere stato uno dei migliori amici di Gasly. La mattina dopo, tutti i piloti e le squadre piangono la perdita di Hubert. Durante la gara, Verstappen si scontra con Kimi Räikkönen, causando il ritiro di entrambi. Albon riesce a lottare per il quinto posto, mentre Gasly finisce in un dignitoso nono posto. L'episodio è dedicato ad Anthoine Hubert.

## Vedere Rosso
- Titolo originale: Seeing Red

La Ferrari ha lottato per anni per sfidare la Mercedes per il campionato costruttori. All'interno della squadra c'è rivalità tra Sebastian Vettel e Charles Leclerc. Vettel è sotto pressione per ottenere prestazioni migliori poiché è molto più esperto di Leclerc e la Ferrari lo ha reso il primo pilota del team. Nel Gran Premio d'Italia, Leclerc vince, conquistando la prima vittoria della Ferrari in casa dopo 9 anni, mentre Vettel conclude con un triste 13º posto dopo un testacoda. La loro rivalità viene ulteriormente esplorata a Singapore e in Russia. Al Gran Premio degli Stati Uniti, in una sessione di prove libere, il motore di Leclerc si rompe, costringendolo a utilizzare un vecchio motore per la gara. Vettel riesce a qualificarsi 2°, davanti a Leclerc 4°. Tuttavia, Vettel scivola rapidamente in fondo in gara e alla fine si ritira dopo un guasto alla sospensione, mentre Leclerc finisce al 4º posto. Vettel riconosce di aver sottovalutato Leclerc e il team principal della Ferrari Mattia Binotto decide di trattarli alla pari per la prossima stagione.

## Sedie Musicali
- Titolo originale: Musical Chairs

Il pilota della Renault, Nico Hulkenberg, continua con la sua frustrazione per non aver né vinto né ottenuto un podio nella sua carriera in Formula 1. L'arrivo di Daniel Ricciardo alla Renault lo mette sotto pressione, poiché Ricciardo è un comprovato vincitore di gare. In Canada, Nico Hulkenberg prova a superare Ricciardo per il sesto posto, ma la Renault gli ordina di non sorpassarlo. Nel Gran Premio di Francia (la gara di casa per Renault), Ricciardo e Hulkenberg finiscono rispettivamente 7° e 8°, ma una penalità di cinque secondi per essere uscito di pista e aver guadagnato un vantaggio retrocede Ricciardo all'11º posto. Al Gran Premio di Germania, Ricciardo si ritira dopo che la sua vettura ha avuto problemi di affidabilità del motore. Nico Hulkenberg ha grandi possibilità di salire sul podio nella sua gara di casa, però, alla penultima curva, la sua macchina va a sbattere contro le barriere. Il team principal Cyril Abiteboul rivela che nel suo contratto per la squadra (che scade quest'anno), c'era una clausola sulle prestazioni che finora non è riuscito a rispettare. Abiteboul discute con Toto Wolff per convincere Esteban Ocon, che è un pilota di riserva per la Mercedes, a sostituire Hulkenberg alla Renault per il 2020, cosa che si concretizzerà.

## Sangue, sudore e lacrime
- Titolo originale: Blood, Sweat & Tears

## La bandiera a scacchi
- Titolo originale: Checkered Flag